# Akai
Akai (яп. 赤井; читается как 赤い — акай — красный; Akai Electric Company, Ltd.) — японский бренд и бывший производитель электроники, основанный в 1929 году в Токио под названием Akai Electric Company Ltd. За пределами Японии компания была наиболее известна своими магнитофонами в 1960-х и 1970-х годах. В 2000 году компания обанкротилась, и с тех пор под брендом Akai, который теперь принадлежит гонконгской компании Grande Holdings, продаются продукты сторонних производителей.
В своей ранней истории компания Akai внесла много инноваций в развитие аудиотехнологий на основе магнитной ленты. Около 1980 года было основано музыкальное подразделение Akai Professional, предлагающее оборудование для производства и сценического оборудования для современной музыки. После краха бизнеса в 2000 год бренд Akai перешел в собственность гонконгской компании Grande Holdings. В настоящее время компания занимается распространением ряда электронных продуктов, включая LED-телевизоры, стиральные машины, сушилки для белья, кондиционеры и смартфоны. Эти продукты разрабатываются в сотрудничестве с другими электронными компаниями, обладающими соответствующим опытом.